# Kymmelsberg
De Kymmelsberg is een heuvel van stuifzand in het dorp Schipborg, behorend tot de gemeente Aa en Hunze in de Nederlandse provincie Drenthe.
De heuvel ligt in het Nationaal Park Drentsche Aa, ten zuiden van het dorp Schipborg aan de Borgweg in de richting van Anloo. Hij biedt uitzicht over het stroomdal van de Drentsche Aa en wordt daarom wel een belvedère genoemd. 

## Ontstaan
De Kymmelsberg is nog betrekkelijk jong. In de zeventiende eeuw liepen hier de verbindingswegen van Duitsland naar Amsterdam en van Coevorden naar Groningen. De restanten van de karrensporen zijn nog altijd waarneembaar. Door het uitwaaieren van de karrensporen op de droge en zanderige grond ontstonden er, door de wind opgeworpen, stuifzandheuvels. De Kymmelsberg was daarvan de hoogste, gelegen net op de overgang tussen de es van Schipborg en het beekdal van de Drentsche Aa.

## Naam
De naam Kymmelsberg is vermoedelijk afkomstig van de familie Kymmell die in de 19e eeuw veel landerijen in de buurt van Schipborg in bezit had. Ook de namen Kymelsberg of Kiemelsberg (zoals het wordt uitgesproken) worden gebruikt.

## Begroeiing
Om de heuvel te beschermen tegen erosie is in 1970 begroeiing aangebracht. Daarmee werd de heuvel beschermd, maar omdat de heuvel hierdoor aan het zicht werd onttrokken daalde de belangstelling. Voor die tijd, in de jaren vijftig van de 20e eeuw, heeft de Drentse schilder Evert Musch het landschap vastgelegd in een schilderij van twee meter breed. Het schilderij heeft een rol gespeeld bij het behoud van de Drentsche Aa. In 2002 is Staatsbosbeheer begonnen met het weghalen van de begroeiing. In 2003 was het uitzicht op het stroomdal van de Drentsche Aa weer hersteld.